# Rhabinogana albistriga
Rhabinogana albistriga là một loài bướm đêm trong họ Noctuidae.